# Aiere
Aiere è il ventunesimo album di Peppino di Capri, pubblicato nel 1977.

## Descrizione
Come i precedenti dischi in napoletano intitolati Napoli ieri Napoli oggi, usciti tra il 1970 e il 1975, questo album include sul Lato A canzoni nuove scritte appositamente, tutte in napoletano, e sul Lato B cinque classici partenopei del passato, arrangiati come consuetudine del cantante caprese con sonorità rock/ballabili.
Il brano iniziale, Piccerè, fu pubblicato anche su 45 giri con il retro Tu m'arrubbave l'aria. Le altre canzoni del primo lato hanno un'impostazione molto disco/dance, tranne l'ultima Aiere. Con lo stesso stile d'arrangiamento sono eseguite le classiche Luna rossa o Maria Mari. 
Da notare che questo è l'ultimo disco del cantante campano dove partecipa (ma solo nel coro maschile) l'organista Gianfranco Raffaldi, prima del suo abbandono nella formazione del cantante campano. Inoltre è il primo lavoro registrato nello studio di incisione personale di Di Capri a Napoli (i precedenti erano infatti stati incisi in noti studi di incisione a Roma, come la International Recording). È anche l'unico disco dell'artista in cui il compositore Claudio Mattone (autore di alcuni dei brani contenuti nel lato A) compare come musicista (in veste di tastierista).
La copertina raffigura una foto di Peppino di Capri bambino con un amico in bianco e nero. Accanto il testo trascritto della canzone Aiere in corsivo.
Quest'album non è mai stato ripubblicato in CD.

## Tracce
Lato A
1. Piccerè
2. Tu m'arrubbave l'aria
3. Nun può dicere
4. Niente
5. Aiere

Lato B
1. Maruzzella
2. Serenata napulitana
3. Luna rossa
4. Maria Marì
5. 'E quatte ciuccie

## Formazione
- Peppino di Capri: voce, pianoforte, moog, mellotron
- Piero Braggi: chitarra acustica, chitarra elettrica
- Pino Amenta: basso, coro
- Gianfranco Raffaldi: coro
- Luciano Gargiulo: batteria, percussioni, coro
- Libero Di Matola: sax tenore
- Claudio Mattone: Omni Arp, Fender Rhodes